# Обыкновенный фашизм (книга)
«Обыкновенный фашизм» — книга, вышедшая в 2006 году в Санкт-Петербурге, посвящённая одноимённому двухсерийному публицистическому документальному монтажному фильму режиссёра Михаила Ромма. В нём он выступил в качестве одного из сценаристов, а также произносил авторский комментарий. Антифашистский фильм был создан по инициативе сценаристов Майи Туровской и Юрия Ханютина на киностудии «Мосфильм». Он вышел на экраны в 1965 году и вызвал широкий резонанс. После этого авторами было решено создать на основе фильма книгу в виде раскадровки и сопроводительных материалов. В 1969 году Туровская, Ханютин и Ромм передали проект книги в издательство «Искусство», но она была снята с печати по идеологическим причинам. Авторы неоднократно предпринимали попытки снять запрет, но этого им не удавалось. После смерти Ромма и Ханютина Туровская продолжила усилия по продвижению книги, которые увенчались успехом только в 2006 году.

## Создание
Для своего документального фильма Ромм широко использовал трофейные фото и киноматериалы из немецких архивов, захваченные Красной армией после победы во Второй мировой войне. Большинство из них поступило из бывшего Рейхсфильмархива и попало в СССР в качестве военных трофеев. Вместе со своими сотрудниками режиссёр просмотрел более 2 млн метров плёнки и отобрал из них около 60 тыс. метров. К этому были добавлены некоторые частные записи, рисунки, фотографии, а также отсняты некоторые сцены из послевоенной жизни. Фильм рассказывает об истории и идеологии фашизма, зарождении явления в Италии, дальнейшем распространении его в Испании и других странах Европы, но главный акцент сделан на тоталитарной системе и преступлениях нацистской Германии в годы Второй мировой войны. Съёмочной группе с большим трудом удалось добиться его выхода на экран. Существует легенда, что советский идеолог Михаил Суслов, просмотрев фильм до его премьерного показа и усмотрев в нём параллели между советской и фашистской системами, вызвал к себе Ромма и спросил его: «Михаил Ильич, за что Вы нас так не любите?». Туровская, анализируя соотношение советского и германского тоталитаризма в фильме, писала: «Наверное, пришло время вслух задать авторам вопрос: сколь, задумывая фильм, исходили они из собственного опыта, из „проклятых вопросов“ своей, тогда ещё недавней истории? Вслух, потому что про себя каждый из миллионов наших соотечественников, просмотревших картину, я думаю, „идентифицировался“ с ней на двух уровнях: ещё сравнительно недавней борьбы с фашизмом и совсем недавнего сталинизма». Она также отмечала, что слишком явные, прямые параллели Ромма раздражали.
«Обыкновенный фашизм» вышел на экраны в 1965 году и за неполный год проката только в СССР его посмотрели около 20 млн человек, что значительно превышает средний уровень просмотров по меркам документального кино. Туровская объясняла успех несколькими факторами, в том числе и тем, что благодаря фильму советские люди стали размышлять на тему «человек и тоталитарный режим». После успеха фильма у зрителей и критиков, авторы сценария и режиссёр решили создать на его основе книгу. Туровская, Ханютин и Ромм собрали и подготовили к печати материалы, причём режиссёр лично создал раскадровку. В 1969 году авторы передали проект книги в издательство «Искусство», где она должна была выйти в серии «Шедевры советского кино». Помощь в продвижении книги оказывала Таня Запасник, которая в то время была заведующей редакции кино и хорошо знакома с Туровской. Книга была согласована с ответственными за выход в печать должностными лицами, о чём свидетельствуют резолюции на первой странице, и принята в производство. Однако готовый оригинал‑макет по указанию руководства издательства был изъят из плана печати.
До своей смерти в 1971 году Ромм всячески пытался добиться снятия запрета, вплоть до того, что написал письмо Леониду Брежневу. Также Ромм беседовал по поводу выхода книги с Сусловым. Режиссёр сказал в свою защиту, что фильм посмотрели миллионы, на что «идеолог партии» возразил: «Фильм посмотрели миллионы и забыли. А книжку откроют, начнут думать». Позже Запасник вернула подготовленный к изданию том Туровской со словами: «В издательстве он рано или поздно пропадёт. Держи его у себя. Когда-нибудь опубликуем». После смерти Ромма и Ханютина Туровская настойчиво пыталась издать её. В этом ей помогала Наталья Ромм, приёмная дочь режиссёра. Однако несмотря на беседы в издательстве и ЦК партии во времена СССР им так и не удалось достичь своей цели.
Свои попытки Туровская продолжила в 1990-е годы, однако в то время ей также не удалось «протолкнуть» книгу. С учётом изменений в СССР и России она неоднократно переделывала предисловие, старалась напомнить о её важности. В итоге она сдала оригинал-макет в Российский государственный архив литературы и искусства. К идее издания книги Туровская вернулась в 2000-е годы, когда ей заинтересовались сотрудники Кёльнского университета и редакции российского издательства «Сеанс». Книга вышла в 2006 году при поддержке Федерального агентства по культуре и кинематографии и Федерального агентства по печати и массовым коммуникациям Российской Федерации. Книгу Туровская посвятила участникам съёмочной группы фильма. В 2008 году книга «Обыкновенный фашизм» (Der gewöhnliche Faschismus) была издана в Берлине на немецком языке.

## Содержание
В основе издания книги положен оригинал-макет издательства «Искусство» 1969 года, находящийся в РГАЛИ. Основную часть книги составляет литературный сценарий фильма, состоящий из 16 глав. Он представляет собой кадры из фильма, которые сопровождаются авторским комментарием напротив фотографий. Кроме того, в книгу вошли тексты, посвящённые истории создания и разным аспектам фильма и книги: Ромм (1965, 1969), Туровская (1965, 1969, 1989, 1994, 2006), Ханютин (1965, 1969), Борис Балдин (1965), Олег Ковалов (2006), а также материалы компаний «Мосфильм» (1965) и «Сеанс» (2006).